# 中原 (武蔵村山市)
中原（なかはら）は東京都武蔵村山市の地名。現行行政地名は中原一丁目から中原五丁目。郵便番号は208-0035。

## 地理
武蔵村山市西部に位置する。北は岸、東は残堀、三ツ藤、西は瑞穂町殿ケ谷に隣接する。南は横田基地と隣接している。中心部に住宅・都市整備公団（現・都市再生機構）によって建設・分譲された「グリーンタウン武蔵村山」があり、近年分譲された新しい住宅が多い。

### 地価
住宅地の地価は、2014年（平成26年）1月1日の公示地価によれば、中原2丁目10番14の地点で10万9000円/m2となっている。

## 歴史

### 地名の由来
旧岸村の字「中原」に由来する。他にも「下原」「経塚」「経塚向」「芝際」「貝塚」「並木向」「井戸端」「木瓜久保」といった字が存在した。バス停や公園名として現存するものもある。

## 世帯数と人口
2018年（平成30年）1月1日現在の世帯数と人口は以下の通りである。
| 丁目       | 世帯数    | 人口    |
| ---------- | --------- | ------- |
| 中原一丁目 | 460世帯   | 1,190人 |
| 中原二丁目 | 771世帯   | 1,777人 |
| 中原三丁目 | 485世帯   | 1,357人 |
| 中原四丁目 | 183世帯   | 372人   |
| 計         | 1,899世帯 | 4,696人 |

## 小・中学校の学区
市立小・中学校に通う場合、学区は以下の通りとなる
| 丁目       | 番地 | 小学校                 | 中学校                 |
| ---------- | ---- | ---------------------- | ---------------------- |
| 中原一丁目 | 全域 | 武蔵村山市立第十小学校 | 武蔵村山市立第五中学校 |
| 中原二丁目 | 全域 | 武蔵村山市立第十小学校 | 武蔵村山市立第五中学校 |
| 中原三丁目 | 全域 | 武蔵村山市立第十小学校 | 武蔵村山市立第五中学校 |
| 中原四丁目 | 全域 | 武蔵村山市立第十小学校 | 武蔵村山市立第五中学校 |
| 中原五丁目 | 全域 | 武蔵村山市立第十小学校 | 武蔵村山市立第五中学校 |

## 交通
道路
- 東京都道5号新宿青梅線（新青梅街道）

## 施設
- 東京都立武蔵村山高等学校
- 武蔵村山中原郵便局
- コメリハードアンドグリーン武蔵村山中原店
- 吉野家武蔵村山店